# Maublancia nigricollis
Maublancia nigricollis är en skalbaggsart som beskrevs av Pierre Lepesme och Stefan von Breuning 1956. Maublancia nigricollis ingår i släktet Maublancia och familjen långhorningar. Inga underarter finns listade i Catalogue of Life.